# Complications de l'anesthésie
 (signalé en mai 2025).
Si vous disposez d'ouvrages ou d'articles de référence ou si vous connaissez des sites web de qualité traitant du thème abordé ici, merci de compléter l'article en donnant les références utiles à sa vérifiabilité et en les liant à la section « Notes et références ».
- Archive Wikiwix
- Bing
- Cairn
- DuckDuckGo
- E. Universalis
- Gallica
- Google
- G. Books
- G. News
- G. Scholar
- Persée
- Qwant
- (zh) Baidu
- (ru) Yandex
- (wd) trouver des œuvres sur Wikidata

Les complications de l'anesthésie se divisent en deux groupes : les complications mineures (ou incidents), fréquentes et le plus souvent sans conséquences et les complications majeures (ou accidents), plus rares. Ces dernières ont diminué en France d'un facteur 10 depuis les décrets de 1994 relatifs à la sécurité. La mortalité totalement liée à l'anesthésie est estimée à un décès pour 140 000 actes, sur environ dix millions d'actes d'anesthésie par an en France. Le concept de récupération rapide après chirurgie introduit par le Pr Kehlet permet de son côté de réduire les complications périopératoires, y compris celles liées à l'anesthésie.

## Complications respiratoires
Il s’agit des complications les plus fréquentes et de la première cause de mortalité. Une ventilation inadéquate en est la cause dans 1/3 des cas, le plus souvent à l'induction, plus rarement en per ou postopératoire.
Le problème peut venir de l’anesthésie, de la chirurgie ou du patient. La conséquence étant dans tous les cas l’hypoxie.
L’âge avancé, l’insuffisance respiratoire chronique, l’obésité, le syndrome d’apnée du sommeil, le reflux gastro-œsophagien (RGO) et l’estomac plein sont des facteurs de gravité. Les causes d’hypoxie les plus fréquentes sont :
- La dépression respiratoire+++, souvent d’origine médicamenteuse (curarisation résiduelle, morphiniques, hypnotiques dans une moindre mesure).
- L’inhalation, lorsque l’estomac est plein en l'absence de jeûne préopératoire (2h pour les liquides clairs, 4 à 6h pour le reste), en cas de RGO, de grossesse, ou sur certains terrains favorisants (gastroparésie du diabétique+++).

Les autres causes d’hypoxie sont multiples :
- obstruction des voies aériennes supérieures+++ (chute de la langue, œdème glottique, bronchospasme, laryngospasme),
- pneumothorax, atélectasie, embolie pulmonaire, etc.
- problème technique (ventilation et/ou intubation impossible ou œsophagienne méconnue, problème de respirateur, mélange gazeux hypoxique…).

Ces complications sont résolutives spontanément ou sous traitement bien conduit mais potentiellement létales si elles ne sont pas dépistées à temps.
Les complications respiratoires sont les plus fréquentes. Elles sont très souvent liées aux agents de l'anesthésie qui provoquent apnée et hypoventilation. Elles peuvent être dues à l'impossibilité d'intuber ou de ventiler. Elles sont aggravées par les antécédents du patient et le type de chirurgie. Elles sont minimisées par une bonne évaluation préopératoire.

## Complications cardiovasculaires
Elles sont peu fréquentes (1 à 2 %), mais mettent en jeu le pronostic vital. Les complications les plus fréquentes sont l’ischémie myocardique et l’infarctus du myocarde (IDM), l’insuffisance cardiaque et les troubles du rythme. L’hypotension artérielle (hypoTA) voire le collapsus peropératoire en est le plus souvent la cause.
- L’hypoTA modérée est fréquente, notamment à l’induction anesthésique. Les causes d’hypotension artérielle sont multiples :
  - vasoplégie (la plupart des agents anesthésiques, le bloc sympathique de la rachianesthésie, etc.),
  - états de choc (hémorragique, cardiogénique, septique, anaphylactique),
  - gène posturale ou chirurgicale au retour veineux cave,
  - causes cardiaques : poussée d’insuffisance cardiaque, ischémie myocardique, troubles du rythme et de la conduction, tamponnade, malaise vagal.
- Troubles du rythme et de la conduction :
  - souffrance myocardique ischémique,
  - hypoxie, hypercapnie, hypothermie, troubles ioniques ou acido-basiques,
  - effets de certains agents anesthésiques, interactions médicamenteuses.
- Autres complications :
  - Hypertension artérielle (HTA) : hypercapnie, anesthésie superficielle, arrêt de TTT d'HTA.
  - Œdème aigu du poumon : surcharge volémique, décompensation d’une insuffisance ventriculaire gauche.
  - Arrêt cardiocirculatoire : le plus souvent d’origine hypoxique.
  - Les complications cardiaques sont rares mais potentiellement létales ; elles sont beaucoup plus fréquentes en cas d'infarctus récent.
  - L'hypotension est fréquente, liée aux agents anesthésiques et à l'hypovolémie. Elle doit être rapidement contrôlée.
  - L'ischémie myocardique est difficile à dépister, elle doit être prévenue en optimisant l'apport et le transport en oxygène.

## Complications neurologiques
Il s'agit principalement d'accidents vasculaires cérébraux, il est le plus souvent bien difficile de les imputer directement et uniquement à l'anesthésie bien conduite. Les atteintes du névraxe se limitent presque aux compressions rachidiennes par hématome extra-dural après abord rachidien en présence d'anomalies de l'hémostase. Il est en revanche beaucoup plus fréquent d'être confronté à des lésions neurologiques périphériques par mauvais positionnement postural durant l'anesthésie. Sont alors concernés les nerfs les plus superficiels (ulnaire, fibulaire commun), le plexus brachial et les racines lombosacrées.

## Complications allergiques
Elles sont celles que redoutent le plus les patients. Elles sont rares (1/13 000). L'allergie aux curares est la plus fréquente (300 cas annuels en France), suivie par les hypnotiques et morphiniques, puis le latex et les antibiotiques. Un premier contact sensibilisant n'est pas obligatoire.
Les facteurs de risque sont : un antécédent d'accident anesthésique, une allergie au latex, l'atopie, certaines allergies alimentaires. Ces patients doivent être explorés.

## Complications spécifiques de l’anesthésie locoregionale
- Lésions plexiques ou tronculaires directes, responsables de déficits moteurs ou sensitifs, de paresthésies (par l'aiguille de ponction ou injection intra-neurale d'anesthésique).
- Céphalées après anesthésie médullaire avec effraction de la dure-mère.
- Collapsus par hypovolémie relative secondaire à un bloc sympathique toujours présent lors d'anesthésies rachidiennes (anesthésies médullaires surtout).
- Crise d’épilepsie, troubles de la conduction cardiaque, arrêt cardiaque en cas de surdosage en anesthésiques locaux ou d'injection intravasculaire directe.

## Complications liées à la posture
Elles doivent être prévenues par une installation soigneuse avant de commencer la chirurgie, il s'agit d'une responsabilité partagée par l'anesthésiste et le chirurgien.
- Décubitus latéral : compression de la veine cave inférieure, modification des rapports ventilation/perfusion au niveau des poumons, lésions du plexus brachial.
- Décubitus ventral : compression abdominale limitant la ventilation, compression cardiaque, hyper-extension de la tête et bas-débit vertébral.
- Position de Trendelenburg : atélectasies pulmonaires, risque de régurgitation et d'œdème cérébral.
- Position gynécologique : compression du fibulaire commun, collapsus lors de la remise à plat.
- Position demi-assise : risque majeur d'embolie gazeuse, collapsus, compression du sciatique, élongation du plexus brachial.

## Autres complications
- Hyperthermie maligne : c’est une complication rare déclenchée par les agents anesthésiques halogénés inhalés (AAH) et l'iodure de suxaméthonium (Célocurine), chez des sujets génétiquement prédisposés. Elle requiert une prise en charge rapide et précise pour essayer de contrôler la température centrale, avec un support pharmacologique indispensable : le dantrolène (Dantrium).
- Hépatites : aux AAH, devenues exceptionnelles avec les nouvelles molécules.
- Frissons : par hypothermie post-op. Celle-ci doit être corrigée avant le réveil, elle est préjudiciables pour les patients coronariens et insuffisants respiratoires.
- Hypothermie : retard de réveil, troubles du rythme cardiaque, troubles de l’hémostase primaire.
- Nausées et vomissements : jusqu’à 30 % des patients. Facteurs de risque : terrain (âges extrêmes de la vie, sexe féminin, statut non fumeur, anxiété, mal des transports), type de chirurgie (ORL et gynécologique ++), type d’anesthésie (effets antiémétiques du propofol, action émétisante des halogénés…), analgésie morphinique, hypoxie, hypovolémie.

Au total, la survenue de complications est prévisible dans la plupart des cas. La prévention dépend essentiellement de la vigilance constante de l'anesthésiste.